# Liste der Nummer-eins-Hits in den Niederlanden (1976)
Diese Liste enthält alle Nummer-eins-Hits in den Niederlanden im Jahr 1976. In diesem Jahr erreichten insgesamt 21 Singles und 11 Alben den ersten Platz.
| Singles | Alben |
| --- | --- |
| - Pussycat – Mississippi - 4 Wochen (13. Dezember 1975 – 9. Januar 1976) - Queen – Bohemian Rhapsody - 3 Wochen (10. Januar – 30. Januar) - André van Duin – Willempie - 3 Wochen (31. Januar – 20. Februar) - Nazareth – Love Hurts - 5 Wochen (21. Februar – 26. März) - Anita Meyer – The Alternative Way - 1 Woche (27. März – 2. April) - ABBA – Fernando - 3 Wochen (3. April – 23. April) - Brotherhood of Man – Save Your Kisses for Me - 2 Wochen (24. April – 7. Mai) - Sammy Davis junior – Baretta's Theme - 3 Wochen (8. Mai – 28. Mai) - Ferrari – Sweet Love - 1 Woche (29. Mai – 4. Juni) - Julien Clerc – This Melody - 1 Woche (5. Juni – 11. Juni) - Don Mercedes – Rocky - 2 Wochen (12. Juni – 25. Juni) - Hank Mizell – Jungle Rock - 1 Woche (26. Juni – 2. Juli) - Sutherland Brothers & Quiver – Arms of Mary - 3 Wochen (3. Juli – 23. Juli) - Peter Frampton – Show Me the Way (Live) - 1 Woche (24. Juli – 30. Juli) - Jesse Green – Nice and Slow - 2 Wochen (31. Juli – 13. August) - The Manhattans – Kiss and Say Goodbye - 3 Wochen (14. August – 3. September) - ABBA – Dancing Queen - 5 Wochen (4. September – 8. Oktober) - BZN (Band Zonder Naam) – Mon amour - 5 Wochen (9. Oktober – 12. November) - Tavares – Heaven Must Be Missing an Angel - 2 Wochen (13. November – 26. November) - ABBA – Money, Money, Money - 2 Wochen (27. November – 10. Dezember) - Chicago – If You Leave Me Now - 4 Wochen (11. Dezember 1976 – 7. Januar 1977) | - George Baker Selection – A Song For You - 3 Wochen (20. Dezember 1975 – 9. Januar 1976) - Queen – A Night at the Opera - 8 Wochen (10. Januar – 5. März) - Bob Dylan – Desire - 8 Wochen (6. März – 30. April) - The Rolling Stones – Black and Blue - 6 Wochen (1. Mai – 11. Juni, insgesamt 8 Wochen) - Julien Clerc – No 7 - 1 Woche (12. Juni – 18. Juni) - The Rolling Stones – Black And Blue - 2 Wochen (19. Juni – 2. Juli, insgesamt 8 Wochen) - Lee Towers – It's Raining In My Heart - 1 Woche (1. Juli – 9. Juli, insgesamt 2 Wochen) - Neil Diamond – Beautiful Noise - 1 Woche (10. Juli – 23. Juli, insgesamt 9 Wochen) - Lee Towers – It's Raining In My Heart - 1 Woche (24. Juli – 30. Juli, insgesamt 2 Wochen) - Neil Diamond – Beautiful Noise - 8 Wochen (31. Juli – 24. September, insgesamt 9 Wochen) - George Baker Selection – River Song - 3 Wochen (25. September – 15. Oktober) - Bryan Ferry – Let's Stick Together - 3 Wochen (16. Oktober – 5. November) - Stevie Wonder – Songs in the Key of Life - 2 Wochen (6. November – 19. November) - ABBA – Arrival - 7 Wochen (20. November 1976 – 7. Januar 1977) |